# الخشك
قبيلة الخشك، هي قبيلة تقع في شرق آسيا وجنوب غرب آسيا. وتوجد في باكستان بشكل رئيس

## التاريخ
الخشك القبيلة الجافة مؤيدًا قويًا لـ عائلة تالبور وشاركت في سلطة الحكومة البلوشية في السند. في الفترة الأخيرة من سلالة تالبور، حصل مير شير محمد خان تالبور على دعم مير محمد خان كوشك ضد الإسماعيليين.
في عام 1843، غزا مير محمد خان كوش ثاتا مع 2000 قبيلة. وقاتل الإسماعيليون باتجاه تالبور في حيدر أباد. بعد الانتصار الجاف، انضم مير محمد خان إلى القوة الرئيسية لمير شير محمد تالبور لشن عملية ضد الإسماعيليين جيرجا. وبعد سقوط عائلة تالبور، واجهت القبيلة صعوبات كبيرة وبؤسًا كبيرًا. لقد أضعفهم الراج البريطاني بسبب ولائهم لـ تالبور.

## منطقة البلوش
بسبب الهجرة الواسعة لقبيلة Rind من قبيلة بلوشستان الجافة، غادرت هذه القبيلة أيضًا وطنهم وهاجروا إلى أجزاء مختلفة من باكستان. لكن موورخين صورها، وكان مير محمد خان الزعيم الأصلي لقبيلة كوشك. وبحسب بعض القضاة، سميت القبيلة بكشك أو كشك. بلدة، مكران، إحدى القرى الست التابعة لفرقة بلوشستان، وابنة قبيلة هوت من نسل بالدي. غالبًا ما ذهب إلى السند وجنوب البنجاب للتجارة.

## المرجع
- (1) ترد إشارة واضحة إلى الجفاف في كتاب إثيوبي على النحو التالي:
  - الروس البيض الجافون هم من وسط آسيا (بعض المسيحيين والمسلمين من السودان القديم / مصر) يشبهون قبيلة الحمر التي أتت إلى إثيوبيا! أيضا كتاب ج.أ. روجر "End Race Volume 1." ويذكر الأصل الأسود الجاف المعروف أيضًا باسم القوزاق (ثلاثينيات القرن الماضي) الذي كان يعمل في المصانع التي لم تموت في الثورة الروسية وعمليات القتل العرقية الأخرى، كما يعرض صورًا لهم. خوشك تشبه الآرامية / العبرية خوشك (هم) بمعنى «الظلام / الظلام». أو يمكن تقسيم القوزاق إلى كوس / كوس / كوش (S / VID) «حالة مصرية قديمة / قيس معنى» السماء المظلمة«هو نفسه في اللغتين، سوداني / إثيوبي عربي / عبري وأشوراك / سوري عربي، وبوريان هو ابن إسحاق. في اللغة العربية يطلق عليه اسم الخزرج، الجاف أحدهما، الخزرج، الخضر له فرعان أحدهما جاف والآخر أبخازي، مع العلم أن (الآن / ب) تعني» الأب الآشوري«وكلاهما في عاشوراء / السورية. العربية والآرامية / العبرية والخززية هي آشورية / آسيا الوسطى»(تعني«حساس، وقاعدة، بمعنى»(الخزرج) هي كلمة عربية سورية، «بعد انتقال روسيا إلى آسيا الوسطى») أُطلق عليَّ لقب «خضر»، والآن أعيش في أحد هذه المجموعات العرقية، الأبخاز أو الأفرو أبخازيين.
- (2) كانت القبيلة الجافة المعقل الأصلي خراسان وحتى اليوم أسماء الخراساني متشابهة. كانت القبيلة الجافة موجودة بالفعل في باكستان إلى جانب السومرا والبلوش. تمامًا كما يُقال إن قبيلة البلوش جزء من قبيلة البشتون ويُطلق على الأكراد جزءًا من Paluch ، كذلك يُطلق على البلوش الجافون في باكستان.
- حكمت دولة خشان باكستان أيضًا ولكن لم يتم العثور على دليل محدد حتى الآن.